# Giovana Perpetuo dos Santos Floriano
Giovana Perpetuo dos Santos Floriano (* 30. Januar 1987 in Catanduva) ist eine brasilianische Fußballspielerin.

## Karriere
Giovana begann ihre Karriere in der Jugend des América FC in São José do Rio Preto. Zwischen 2011 und 2013 spielte sie erfolgreich in Österreich für den SV Neulengbach, hier zeitweilig mit den Landsfrauen Monica und Darlene. Zurück in ihrer Heimat wurde sie ab 2015 eine Stammspielerin des neu aufgestellten Frauenteams des Santos FC.
Vor der Saison 2019 kehrte Giovana nach São Paulo zurück. Am 29. Dezember 2019 verlängerte sie ihren Vertrag mit dem Verein um ein weiteres Jahr und unterzeichnete im Januar 2021 einen neuen Zweijahresvertrag.
Am 14. März 2022 bestritt Giovana ihr 100. Spiel für Tricolor, ein 3:1-Sieg gegen Real Brasília. Am 10. Januar des darauffolgenden Jahres wurde ihre Rückkehr zu Santos bekannt gegeben.

## Erfolge
- Österreichische Meisterin: 2012, 2013
- Österreichische Pokalsiegerin: 2012
- Brasilianische Meisterin: 2017
- Staatsmeisterin von São Paulo: 2018